# سند لأمر
السند للأمر: هو نوع من الأوراق التجارية التي تتضمن تعهد من محرره بدفع مبلغ معين في تأريخ محدد لاذن شخص معين

## الاختلاف بين السند لأمروالكمبيالة
| السند لأمر                                                         | الكمبيالة                                                                 |
| ------------------------------------------------------------------ | ------------------------------------------------------------------------- |
| هو تعهد من المحرر إلى شخص أخر بدفع مبلغ معين له, فهو ثنائي الأطراف | هي أمر من المحرر لشخص أخر بدفع مبلغ معين إلى شخص ثالث, فهي ثلاثية الأطراف |
| يتضمن عند الإنشاء شخصين المحرر (المدين) والمستفيد (الدائن)         | تتضمن عند إنشائها أسماء ثلاثة أشخاص الساحب والمسحوب عليه والمستفيد        |